# Tsjernokaptsi
Tsjernokaptsi (Bulgaars: Чернокапци) is een dorp in het noordoosten van Bulgarije. Het dorp is gelegen in de gemeente Omoertag in de oblast Targovisjte. Het dorp ligt hemelsbreed 21 km ten zuidwesten van Targovisjte en 264 kilometer ten noordoosten van Sofia.

## Bevolking
Op 31 december 2020 telde het dorp Tsjernokaptsi 272 inwoners. Het aantal inwoners vertoont al tientallen jaren een dalende trend: in 1965 woonden er nog 631 personen in het dorp.
| Bevolkingsontwikkeling tussen 1934 en 2020          |
| --------------------------------------------------- |
|                                                     |
| Bron: Nationaal Statistisch Instituut van Bulgarije |

In het dorp wonen nagenoeg uitsluitend etnische Turken. In de optionele volkstelling van 2011 identificeerden 278 van de 280 ondervraagden zichzelf als etnische Turken - oftewel 99,3% van alle ondervraagden. Twee ondervraagden hebben geen etnische achtergrond gespecificeerd.
| Etnische samenstelling van de respondenten (2011) | Etnische samenstelling van de respondenten (2011) | Etnische samenstelling van de respondenten (2011) | Etnische samenstelling van de respondenten (2011) | Etnische samenstelling van de respondenten (2011) |
| ------------------------------------------------- | ------------------------------------------------- | ------------------------------------------------- | ------------------------------------------------- | ------------------------------------------------- |
|                                                   |                                                   |                                                   |                                                   |                                                   |
| Bulgaren                                          | Bulgaren                                          |                                                   | 0,0%                                              | 0,0%                                              |
| Turken                                            | Turken                                            |                                                   | 99,3%                                             | 99,3%                                             |
| Roma                                              | Roma                                              |                                                   | 0,0%                                              | 0,0%                                              |
| Anders/Onbekend                                   | Anders/Onbekend                                   |                                                   | 0,7%                                              | 0,7%                                              |

Belomortsi · Balgaranovo · Dolna Choebavka · Dolno Kozarevo · Dolno Novkovo · Goljamo Tsarkvisjte · Gorna Choebavka · Gorno Kozarevo · Gorno Novkovo · Gorsko Selo · Ilijno · Kamboerovo · Kestenovo · Kozma Prezviter · Krasnoseltsi · Mogilets · Obitel · Oegledno · Omoertag · Panajot Chitovo · Panitsjino · Petrino · Plastina · Ptitsjevo · Padarino · Parvan · Rositsa · Ratlina · Stanets · Taptsjilesjtovo · Tsarevtsi · Tserovisjte · Tsjernokaptsi · Velitsjka · Velikdentsje · Verentsi · Veselets · Visok · Vrani Kon · Zelena Morava · Zmejno · Zvezditsa